# ゴンノスコディーナ
ゴンノスコディーナ（イタリア語: Gonnoscodina）は、イタリア共和国サルデーニャ自治州オリスターノ県にある、人口約500人の基礎自治体（コムーネ）。

## 地理

### 位置・広がり

#### 隣接コムーネ
隣接するコムーネは以下の通り。括弧内のSUは南サルデーニャ県所属を示す。
- バレッサ
- ゴンノストラマッツァ
- マズッラス
- シッディ (SU)
- シーマラ